# Вусачик-гнатакмеопс
Довгориєць (лат. Gnathacmaeops Linsley & Chemsak, 1972) — рід жуків з родини Скрипунових. Відповідно до сучасних даних молекулярної філогенії рід Довгориєць (Gnathacmaeops) є самостійним родом і належить до триби Самоцвітцеві

## Розмаїття
До роду належить два види:
- Gnathacmaeops brachypterus K. Daniel & J. Daniel, 1898
- Довгориєць польовий — Gnathacmaeops pratensis Laich, 1784

## Поширення
В Україні поширений лише 1 вид, який трапляється у хвойних гірських лісах Карпат:
- Довгориєць польовий — Gnathacmaeops pratensis Laich, 1784